# 工業慣性
工業慣性（Industrial inertia），指工業區位形成後，即使原有區位喪失，工廠亦留在原地不易搬遷的特性。例如江西南景德鎮的陶瓷工業。
工廠可能會因為其已投資的固定成本（例如廠房）而有工業慣性，也可能是因為以下的原因：
1. 和該地區其他活動有連結。
2. 該地區有交通優勢。
3. 該地區有充足的技能（英语：Skill (labor)）勞工。